# Cyathea borbonica
Cyathea borbonica är en ormbunkeart som beskrevs av Nicaise Augustin Desvaux. Cyathea borbonica ingår i släktet Cyathea och familjen Cyatheaceae.

## Underarter
Arten delas in i följande underarter:
- C. b. laevigata
- C. b. latifolia
- C. b. pervilleana
- C. b. sevathiana

## Bildgalleri

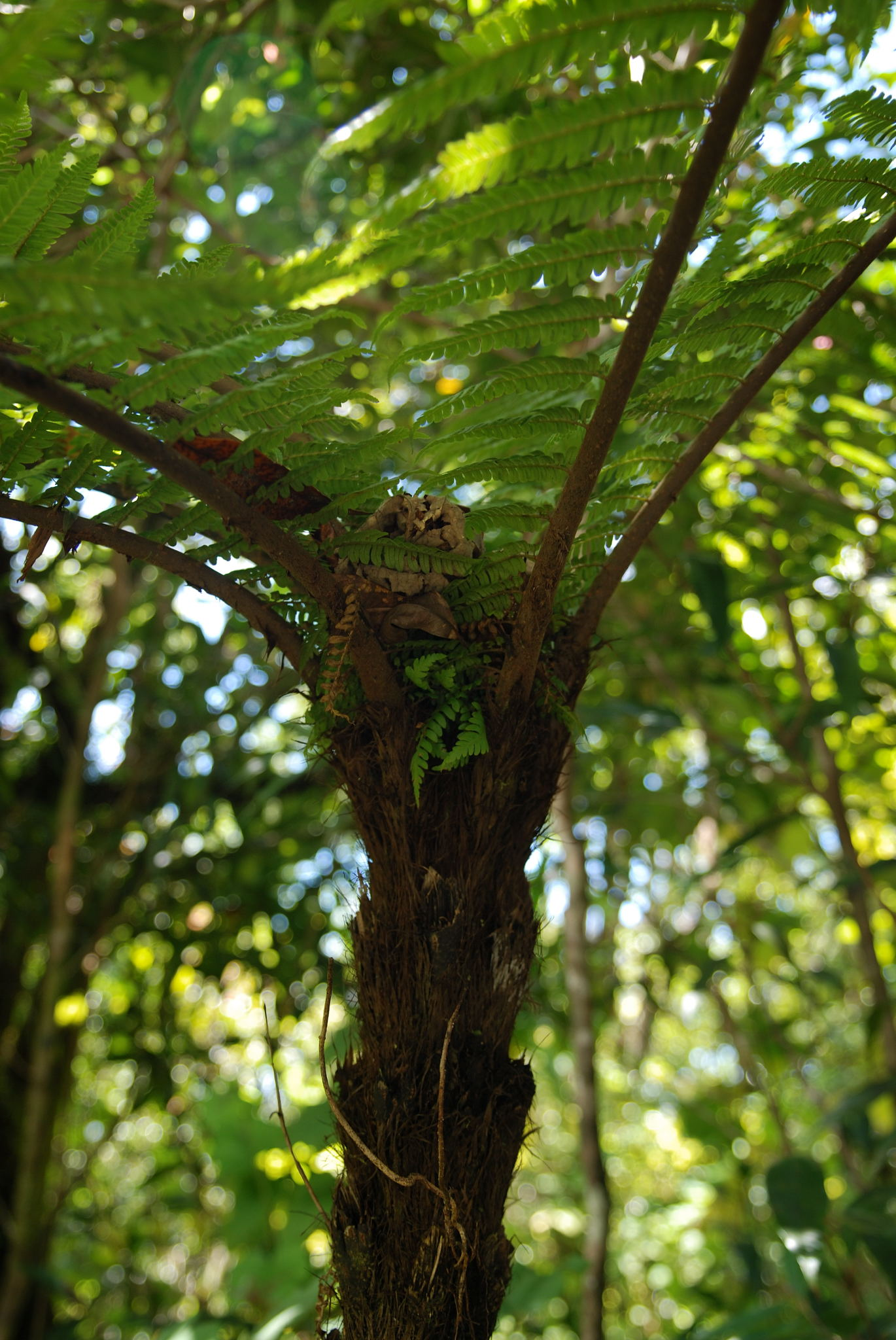